# Gidget
Gidget é uma personagem criada por Frederick Kohner em 1957, no livro "Gidget, the Little Girl with Big Ideas", inspirados nas travessuras de sua filha Kathy.